# Australie-France en rugby à XIII
Cet article présente l'historique des confrontations entre l'équipe d'Australie de rugby à XIII et l'équipe de France de rugby à XIII. La première rencontre officielle d’un XIII de France contre des Australiens a lieu à Paris le 1er janvier 1938, remportée 35-6 par les Australiens. L'Australie compte 44 victoires (74 %), la France compte 14 victoires (24 %) et il y a eu deux matchs nuls entre ces deux équipes (2 %).

## Confrontations
| No | Date              | Lieu                                      | Match              | Score   | Compétition    |
| -- | ----------------- | ----------------------------------------- | ------------------ | ------- | -------------- |
| 1  | 1er janvier 1938  | Paris - 11 500 spectateurs France         | France – Australie | 6 – 35  | Test           |
| 2  | 16 janvier 1938   | Marseille - 24 000 spectateurs France     | France – Australie | 11 – 16 | Test           |
| 3  | 9 janvier 1949    | Marseille - 15 796 spectateurs France     | France – Australie | 10 – 29 | Test           |
| 4  | 23 janvier 1949   | Bordeaux - 17 365 spectateurs France      | France – Australie | 0 – 10  | Test           |
| 5  | 11 juin 1951      | Sydney - 60 160 spectateurs Australie     | Australie – France | 15 – 26 | Test           |
| 6  | 30 juin 1951      | Brisbane - 35 000 spectateurs Australie   | Australie – France | 23 – 11 | Test           |
| 7  | 21 juillet 1951   | Sydney - 67 009 spectateurs Australie     | Australie – France | 14 – 35 | Test           |
| 8  | 27 décembre 1952  | Paris - 18 327 spectateurs France         | France – Australie | 12 – 16 | Test           |
| 9  | 11 janvier 1953   | Bordeaux - 23 419 spectateurs France      | France – Australie | 5 – 0   | Test           |
| 10 | 25 janvier 1953   | Lyon - 17 545 spectateurs France          | France – Australie | 13 – 5  | Test           |
| 11 | 11 novembre 1954  | Nantes - 14 000 spectateurs France        | France – Australie | 15 – 5  | Coupe du monde |
| 12 | 11 juin 1955      | Sydney - 67 748 spectateurs Australie     | Australie – France | 20 – 8  | Test           |
| 13 | 2 juillet 1955    | Brisbane - 45 745 spectateurs Australie   | Australie – France | 28 – 29 | Test           |
| 14 | 23 juillet 1955   | Sydney - 62 458 spectateurs Australie     | Australie – France | 5 – 8   | Test           |
| 15 | 1er novembre 1956 | Paris - 10 789 spectateurs France         | France – Australie | 8 – 15  | Test           |
| 16 | 23 décembre 1956  | Bordeaux - 11 379 spectateurs France      | France – Australie | 6 – 10  | Test           |
| 17 | 13 janvier 1957   | Lyon - 5 743 spectateurs France           | France – Australie | 21 – 25 | Test           |
| 18 | 22 juin 1957      | Sydney - 35 158 spectateurs Australie     | Australie – France | 26 – 9  | Coupe du monde |
| 19 | 31 octobre 1959   | Paris - 9 864 spectateurs France          | France – Australie | 19 – 20 | Test           |
| 20 | 20 décembre 1959  | Bordeaux - 8 848 spectateurs France       | France – Australie | 2 – 17  | Test           |
| 21 | 20 janvier 1960   | Roanne - 3 437 spectateurs France         | France – Australie | 8 – 16  | Test           |
| 22 | 11 juin 1960      | Sydney - 49 868 spectateurs Australie     | Australie – France | 8 – 8   | Test           |
| 23 | 2 juillet 1960    | Brisbane - 32 644 spectateurs Australie   | Australie – France | 56 – 6  | Test           |
| 24 | 16 juillet 1960   | Sydney - 29 127 spectateurs Australie     | Australie – France | 5 – 7   | Test           |
| 25 | 24 septembre 1960 | Wigan - 20 278 spectateurs Angleterre     | France – Australie | 12 – 13 | Coupe du monde |
| 26 | 8 décembre 1963   | Bordeaux - 4 261 spectateurs France       | France – Australie | 8 – 5   | Test           |
| 27 | 22 décembre 1963  | Toulouse - 6 932 spectateurs France       | France – Australie | 9 – 21  | Test           |
| 28 | 18 janvier 1964   | Paris - 5 979 spectateurs France          | France – Australie | 8 – 16  | Test           |
| 29 | 13 juin 1964      | Sydney - 20 270 spectateurs Australie     | Australie – France | 20 – 6  | Test           |
| 30 | 4 juillet 1964    | Brisbane - 20 076 spectateurs Australie   | Australie – France | 27 – 2  | Test           |
| 31 | 18 juillet 1964   | Sydney - 16 731 spectateurs Australie     | Australie – France | 35 – 9  | Test           |
| 32 | 17 décembre 1967  | Marseille - 5 193 spectateurs France      | France – Australie | 7 – 7   | Test           |
| 33 | 24 décembre 1967  | Carcassonne - 4 193 spectateurs France    | France – Australie | 10 – 3  | Test           |
| 34 | 7 janvier 1968    | Toulouse - 4 989 spectateurs France       | France – Australie | 16 – 13 | Test           |
| 35 | 8 juin 1968       | Brisbane - 32 600 spectateurs Australie   | Australie – France | 37 – 4  | Coupe du monde |
| 36 | 10 juin 1968      | Sydney - 54 290 spectateurs Australie     | Australie – France | 20 – 2  |                |
| 37 | 1er novembre 1970 | Bradford - 6 654 spectateurs Angleterre   | Australie – France | 15 – 17 | Coupe du monde |
| 38 | 11 novembre 1970  | Perpignan - 14 700 spectateurs France     | France – Australie | 4 – 7   | Test           |
| 39 | 5 novembre 1972   | Toulouse - 10 332 spectateurs France      | France – Australie | 9 – 31  | Coupe du monde |
| 40 | 9 décembre 1973   | Perpignan - 7 630 spectateurs France      | France – Australie | 9 – 21  | Test           |
| 41 | 16 décembre 1973  | Toulouse - 7 060 spectateurs France       | France – Australie | 3 – 14  | Test           |
| 42 | 22 juin 1975      | Brisbane - 9 000 spectateurs Australie    | Australie – France | 26 – 6  | Coupe du monde |
| 43 | 26 octobre 1975   | Perpignan - 10 440 spectateurs France     | France – Australie | 2 – 41  | Coupe du monde |
| 44 | 11 juin 1977      | Sydney - 12 331 spectateurs Australie     | Australie – France | 21 – 9  | Coupe du monde |
| 45 | 26 novembre 1978  | Carcassonne - 7 000 spectateurs France    | France – Australie | 13 – 10 | Test           |
| 46 | 10 décembre 1978  | Toulouse - 6 500 spectateurs France       | France – Australie | 11 – 10 | Test           |
| 47 | 4 juillet 1981    | Sydney - 16 277 spectateurs Australie     | Australie – France | 43 – 3  | Test           |
| 48 | 18 juillet 1981   | Brisbane - 14 000 spectateurs Australie   | Australie – France | 17 – 2  |                |
| 49 | 5 décembre 1982   | Avignon - 2 000 spectateurs France        | France – Australie | 4 – 15  | Test           |
| 50 | 18 décembre 1982  | Narbonne - 5 000 spectateurs France       | France – Australie | 9 – 23  | Test           |
| 51 | 30 novembre 1986  | Perpignan - 6 000 spectateurs France      | France – Australie | 2 – 44  | Test           |
| 52 | 13 décembre 1986  | Carcassonne - 3 000 spectateurs France    | France – Australie | 0 – 52  | Coupe du monde |
| 53 | 27 juin 1990      | Parkes - 12 384 spectateurs Australie     | Australie – France | 34 – 2  | Coupe du monde |
| 54 | 2 décembre 1990   | Avignon - 3 329 spectateurs France        | France – Australie | 4 – 60  | Test           |
| 55 | 9 décembre 1990   | Perpignan - 3 428 spectateurs France      | France – Australie | 10 – 34 | Coupe du monde |
| 56 | 6 juin 1994       | Parramatta - 27 318 spectateurs Australie | Australie – France | 58 – 0  | Test           |
| 57 | 4 décembre 1994   | Béziers - 10 000 spectateurs France       | France – Australie | 0 – 74  | Test           |
| 58 | 21 novembre 2004  | Toulouse - 8 000 spectateurs France       | France – Australie | 30 – 52 | Test           |
| 59 | 12 novembre 2005  | Perpignan - 7 913 spectateurs France      | France – Australie | 12 – 44 | Test           |
| 60 | 7 novembre 2009   | Paris - 6 234 spectateurs France          | France – Australie | 4 – 42  | Four Nations   |

## Statistiques
- Plus large victoire de l'Australie : 74 points (74-0 en 1994).
- Plus large victoire de la France : 19 points (34-15 en 1951).